# Jessica Ho
Jessica Ho (* 5. Januar 1997 in Pittsburgh) ist eine US-amerikanische Tennisspielerin.

## Karriere
Ho spielt vor allem Turniere der ITF Women’s World Tennis Tour, wo sie bislang ein Turnier im Doppel gewonnen hat.
Ihr erstes Turnier der WTA Tour bestritt Ho bei den Volvo Car Open 2019, als sie mit einer Wildcard in der Qualifikation antreten konnte. Sie verlor dort aber ihr Erstrundenmatch gegen Francesca Di Lorenzo mit 3:6 und 3:6.
Ihr bislang letztes internationale Turnier spielte Ho im August 2019. Sie wird daher nicht mehr in der Weltrangliste geführt.

## Turniersiege

### Doppel
| Nr. | Datum         | Turnier   | Kategorie   | Belag | Partnerin | Finalgegnerinnen                     | Ergebnis |
| --- | ------------- | --------- | ----------- | ----- | --------- | ------------------------------------ | -------- |
| 1.  | 16. Juni 2018 | Barcelona | ITF $25.000 | Sand  | Wang Xiyu | Carolina Meligeni Alves Jade Suvrijn | 6:3, 6:1 |